# 三星登史子
三星 登史子（みつぼし としこ、1949年 - ）は、京都府京都市出身の女優。京言葉の方言指導。2010年までは映像京都に所属。現在は劇団スタジオ・鏡に預かりで所属。

## 特技・趣味
京都ことば方言指導、所作指導、ジャズダンス、バレエ、日舞、普通免許。

## 出演

### 映画
- 必殺! III 裏か表か（1986年）
- RANPO（1994年）
- 二人日和 Turn Over（2005年）
- 武士の献立（2013年）

### テレビドラマ
- 銭形平次（CX / 東映）
  - 第870話「はやり風邪」（1983年）
- 長七郎江戸日記（NTV / ユニオン映画、六本木オフィス）
  - 第6話「風流敵討ち狂言」（1983年）
- 大岡越前 第8部（TBS / C.A.L.）
  - 第8話「美女を餌食の悪徳仁術」（1984年）
- 暴れん坊将軍II（ANB / 東映）
  - 第70話「男は愛嬌　女はチカラで勝負する！」（1984年）
  - 第148話「惚れた病いを治す酒！」（1986年）
  - 第179話「箱根八里の鬼退治！」（1986年）
- 必殺シリーズ（ABC / 松竹、ABC）
  - 必殺仕事人IV
    - 第8話 「せんとりつ 子供をもらう!?」(1983年） - 奥方

  - 必殺仕切人
    - 第9話「もしも女房が裸婦モデルになったら」（1984年）
    - 第14話「もしも歳末富くじがイカサマだったら」（1984年）

  - 必殺橋掛人
    - 第2話「佃島のおとめ魚を探ります」（1985年） - お島
    - 第10話「日本橋の地獄火を探ります」（1985年） - 内儀

  - 必殺仕事人V・激闘編
    - 第13話「主水の上司　人質になる」（1986年）

  - 必殺まっしぐら！
    - 第3話「相手は壇ノ浦の亡霊」（1986年）
- 京都慕情殺人事件　あなたは愛のために死ねますか（NTV / ユニオン映画、NTV）（1985年）
- 江戸を斬る 第7部（TBS / C.A.L.）
  - 第25話「復讐剣が闇を裂く」（1987年）
- 三匹が斬る！（ANB / 東映、ANB）
  - 第5話「空っ風、可愛い女の恨み文字」（1987年）
- お待たせ！必殺ワイド　仕事人VS秘拳三日殺し軍団（ABC / 松竹、ABC）（1988年）
- 京都殺人案内（ABC / 松竹、ABC）
  - 第15話「音川完全犯罪に挑む！奥琵琶湖の宿命に泣く…」方言指導のみ（1989年）
  - 第31話「夢の祇園・花暦の殺意！だらりの帯が涙に濡れた！幻の舞妓16年目の恩讐の夜」方言指導のみ（2008年）
  - 第32話「京友禅に染め込む殺意の紅！密会！貴船隠れ宿 鞍馬火祭りの夜に燃えた最後の恋」方言指導のみ（2010年）
- 鬼平犯科帳（CX / 松竹、CX）
  - 第1話「暗剣白梅香」（1989年）
  - 第20話「山吹屋お勝」（1990年）
- 鬼平犯科帳5（CX / 松竹、CX）
  - 第6話「暗剣白梅香」（1993年）
- 鬼平犯科帳7（CX / 松竹、CX）
  - 第5話「礼金二百両」（1997年）
- 鬼平犯科帳スペシャル　泥鰌の和助始末（CX / 松竹、CX）（2013年）
- 和久峻三の祇園のゲイシャ弁護士 II（ABC / ABC）（1989年）
- 鳴門秘帖（TBS / TBS）（1990年）
- 名奉行遠山の金さん 第3部（ANB / 東映、ABC）
  - 第16話「逆玉の輿を狙った男」（1990年）
- 京都島原殺人事件　女性レポーターの観光案内　華麗な太夫道中のトリック崩し！（ANB / ANB）（1990年）
- 金田一耕助の傑作推理（TBS / 東阪企画、TBS）
  - 第12話「魔女の旋律」（1991年）
  - 第13話「八つ墓村」（1991年）
  - 第15話「女怪」（1992年）
  - 第17話「三つ首塔」（1993年）
  - 第20話「悪魔の唇」方言指導のみ（1994年）
  - 第21話「悪魔の花嫁」（1995年）
- 幕府お耳役檜十三郎（TX / 松竹、TX）
  - 第12話「殺しの絵図の裏のウラ」（1991年）
- 京都・女性記者シリーズ[2]（NTV / 松竹、NTV）
  - 第9話「白根の万左衛門」（1994年）
  - 第10話「京都北陸殺人街道」（1995年）
- 不倫調査員・由美の推理[3]（TBS / 東阪企画、TBS）
  - 第1話「十二秒の誤算」（1995年）
- 花瀬ちなつの殺人スクープ　京都・大阪・神戸を結ぶ謎　方言指導のみ（CX / 東映、CX）（2000年）
- 京都潜入捜査官 THE SLIPPERS　方言指導のみ（ANB / 東映、ANB）（2000年）
- 京都迷宮案内3　他のエピソードは方言指導のみ（ANB / 東映、ANB）
  - 第15話「よそ者と言われた女！偽りの町家暮らし!!」（2001年）
- 新・京都迷宮案内[4]（ANB / 東映、ANB）
  - 第8話「カリスマ主婦の誤算　女子高生通り魔事件」（2003年）
- 新・京都迷宮案内3[5]（ANB / 東映、ANB）
  - 第8話「京都の母！修学旅行生に裏切られた女将」（2006年）
- オヤジ探偵　方言指導のみ（ANB / 東映、ANB）（2001年）
- オヤジ探偵2（ANB / 東映、ANB）（2001年）
  - 第5話「続・ふたつの時効」方言指導のみ（2002年）
- 京都鴨川東署迷宮課・おみやさん[6]（ANB / 東映、ANB）
  - 第2話「時効直前 逃亡殺人犯を待つ女」方言指導のみ（2002年）
  - 第7話「時効直前 夜の祇園に消えた謎の女」方言指導のみ（2002年）
- おみやさん2（ANB / 東映、ANB）
  - 第5話「絵本に秘められた謎!?　夫に言えない過去」（2003年）
- おみやさん3（ANB / 東映、ANB）
  - 第9話「8年前の医療ミス!?　女性記者が落ちた罠」（2004年）
- おみやさん4（EX / 東映、EX）
  - 第8話「手術室で悲劇の再会!!　神の手を失った天才外科医」（2005年）
- おみやさん5（EX / 東映、EX）
  - 第4話「悪女の手口…匿名投書が暴く8年目の完全犯罪!!」（2006年）
  - 最終話「京都祇園〜丹後天橋立を結ぶ殺人連鎖!!」方言指導のみ（2006年）
- おみやさん6（EX / 東映、EX）
  - 最終話「時効直前！2つの事件が動き出す」方言指導のみ（2009年）
- 陰陽師☆安倍晴明〜王都妖奇譚〜（CX / 松竹、CX）
  - 第1話「王都最大の危機」（2002年）
- 子盗り　方言指導のみ（ABC / テレパック、ABC）（2002年）
- 恋する京女将 音姫千尋の事件簿　方言指導のみ（TBS / ホリプロ、TBS）（2003年）
- 大晦日もっと大奥スペシャル（第三部）方言指導のみ（CX / 東映、CX）（2003年）
- 大奥〜第一章〜（CX / 松竹、CX）
  - 第1話「負け犬からの脱却」（2004年） - お安
- 大奥〜華の乱〜（CX / 松竹、CX）
  - 第1話「修羅場」（2005年）
- タクシードライバーの推理日誌19「死体を連れた幻の乗客!?」（EX / 東北新社、EX）（2004年）
- 風林火山（EX / 東映、EX）（2006年）
- ちいさこべ　〜若棟梁と九人の子〜（NHK / NHK）
  - 第4話（2006年）
- 明智光秀〜神に愛されなかった男〜　所作指導のみ（CX / 映像京都、CX）（2006年）
- よろずや平四郎活人剣　所作指導（TX / 松竹、TX）
  - 第1話（2007年）
  - 第8話「燃える落日」（2007年）
- 刺客請負人（TX / 松竹、TX）
  - 第1話「その浪人凄腕につき松葉刑部登場〜孤臣〜殺しの的は大名の姫」所作指導のみ（2007年）
  - 第5話「死神の町」（2007年）
- 法廷荒らし！弁護士猪狩文助（TX / 松竹、BSジャパン）（2007年）
- 敵は本能寺にあり （所作指導のみ、EX / 松竹、EX）（2007年）
- 大河ドラマが描かない坂本龍馬の真実（NTV / Rolling、NTV）（2010年）
- 水戸黄門42（TBS / C.A.L.、TBS）
  - 第5話「暴かれたヒスイの謎」（2010年）
- その街の今は（KTV / 新潮社、KTV）（2010年）
- 妻は、くノ一（NHK / NHKエンタープライズ、NHK）
  - 第2話「あやかし」（2013年）
- 狩矢父娘シリーズ（EX / 東映、EX）
  - 第15話「京都グルメツアー殺人事件」（2013年）
- 科捜研の女13（EX / 東映、EX）
  - 第12話「フードライター殺人 残された乳酸菌の秘密　疑惑の数字、15437382が暴く殺意」（2014年）
- 所轄刑事9「にわか雨が殺意を導く 疑惑の夫婦に完璧すぎるアリバイ！」（CX / 東京サウンドプロダクション、CX）（2014年）
- 鬼平犯科帳 SEASON1 血頭の丹兵衛（2024年7月6日、時代劇専門チャンネル）

### 舞台
- 北島三郎
- 島倉千代子